# Corydalis dautica
Corydalis dautica är en vallmoväxtart som beskrevs av Mikhailova. Corydalis dautica ingår i släktet nunneörter, och familjen vallmoväxter. Inga underarter finns listade i Catalogue of Life.